# 문칙
문칙(文則, ? ~ ?)은 중국 후한 말기의 인물이다.

## 생애
건안 4년(199년), 원소와 대치 중이던 공손찬을 위하여 장연이 공손속과 함께 10만 명의 군세를 이끌고 성 앞으로 당도하였다. 문칙은 공손찬의 명으로 철기병 5천 명을 성 북쪽에 매복시키고, 연기를 피워 신호를 보내면 성 밖으로 나와 협공하겠다는 내용의 서신을 공손속에게 전하러 갔으나, 원소의 척후병이 서신을 손에 넣고 말았다. 원소는 연기를 피워 공손찬이 나오도록 하였고, 이를 크게 무찔러 역경(易京)을 함락시켰다.